# Punszo pekcsei király
Punszo (Bunseo) (? – 304) az ókori Pekcse (Baekje) állam tizedik királya volt.

## Élete
Cshekkje (Chaekgye) király halálát követően került a trónra, és bosszút esküdött Lölang (Lelang) ellen; a velük való csatározásban halt meg az apja. A Szamguk szagi (Samguk sagi) szerint intelligens, éles eszű volt, és az apja nagyon szerette. 304-ben megtámadta Lölang (Lelang)ot, azonban az év telén az ellenség orgyilkost küldött rá, aki megölte. Mivel mindegyik fia kiskorú volt még a halálakor, a trónon Pirju (Biryu) követte, aki a feljegyzések szerint Kuszu (Gusu) fia, Szaban (Saban) testvére volt, ez azonban az időbeli távolság miatt a történészek szerint nem lehetséges, és feltehetően inkább Szaban (Saban) öccsének fia vagy unokája lehetett.